# Division de Patna
Patna est une division territoriale de l'État du Bihar en Inde. Sa capitale est la ville de Patna.

## Districts
- Bhojpur,
- Buxar,
- Buxar,
- Patna,
- Rohtas,
- Nalanda